# التعويض عن الوفاة في المغرب
التعويض عن الوفاة في المغرب (بالفرنسية: Capital décès au Maroc)‏ هو التعويض التي تدفعه وزارة المالية لصالح المستفيدين من موظفي الخدمة المدنية للمتوفى، والتي تمكنهم من مواجهة تكاليف المباشرة الناجمة عن الموت. مبلغها يعادل اثني عشر ضعف آخر راتب تقاضاه المتوفى.
المستفيدون هم زوج وأطفال المتوفى.

## رابط خارجي
- (بالعربية) B.O. n° 4675